# Piezocera advena
Piezocera advena là một loài bọ cánh cứng trong họ Cerambycidae.